# Bentinck
Bentinck – wieś w Anglii, w hrabstwie Derbyshire, w dystrykcie Bolsover. Leży 39 km na północ od miasta Derby i 210 km na północ od Londynu.